# Ulstein
Ulstein là một đô thị ở hạt Møre og Romsdal, Na Uy. Đô thị này nằm ở nửa tây của đảo Hareidlandet, cũng như bao gồm 30 hòn đảo nhỏ khác có dân sinh sống.
Ulstein được lập làm đô thị ngày 1 tháng 1 năm 1838 (xem formannskapsdistrikt). Vartdal đã được tách khỏi Ulstein ngày 1 tháng 1 năm 1895, còn Hareid được tách ngày 1 tháng 7 năm 1916.
Trung tâm hành chính và thương mại của đô thị này là Ulsteinvik, dân số 5.094 (2007).